# Boaventura de Sousa Santos

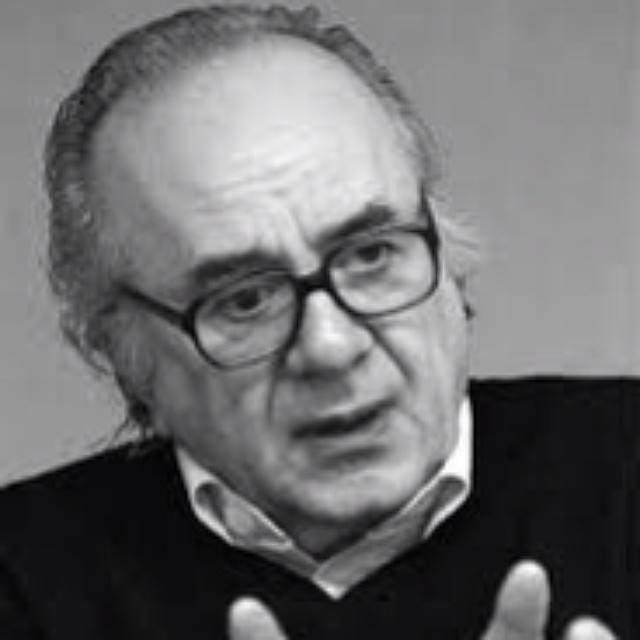
Boaventura de Sousa Santos (2014)

Boaventura de Sousa Santos (* 15. November 1940 in Coimbra, Portugal) ist ein portugiesischer Soziologe. Er ist emeritierter Professor der Fakultät für Wirtschaftswissenschaften an der Universität Coimbra und Distinguished Legal Scholar an der University of Wisconsin-Madison.

## Leben
De Sousa Santos schloss 1963 das Studium der Rechtswissenschaft an der Juristischen Fakultät der Universität Coimbra ab. Im Anschluss daran absolvierte er ein Aufbaustudium in Rechtsphilosophie an der Freien Universität Berlin. Dabei erlebte er die Situation der beiden durch die Berliner Mauer getrennten Welten des Kalten Krieges. Zwei Jahre später kehrte er nach Coimbra zurück und war kurze Zeit Assistent an der juristischen Fakultät. In den späten 1960er Jahren wechselte er zur Promotion an die Yale University. Seine Doktorarbeit (Right of the Oppressed), die auf den Ergebnissen von Feldforschung basiert und sich auf die Beobachtung von Bewohnern einer Favela in Rio de Janeiro stützt, gilt als Meilenstein der Rechtssoziologie. Während seines Promotionsstudiums in Yale kam er mit der politischen Diskussion in den Vereinigten Staaten von Amerika in Berührung. Im Umfeld der Bürgerrechtsbewegung, der Radikalisierung der schwarzen Bewegung, des Widerstands gegen den Vietnamkrieg und des ersten Studentenstreik in Yale entwickelte sich de Sousa Santos zum Marxisten. Er besuchte Vorlesungen von John Niemeyer Findlay und nahm an Arbeitsgruppen teil, die gemeinsam Das Kapital lasen und diskutierten.

## Wissenschaftliche Laufbahn

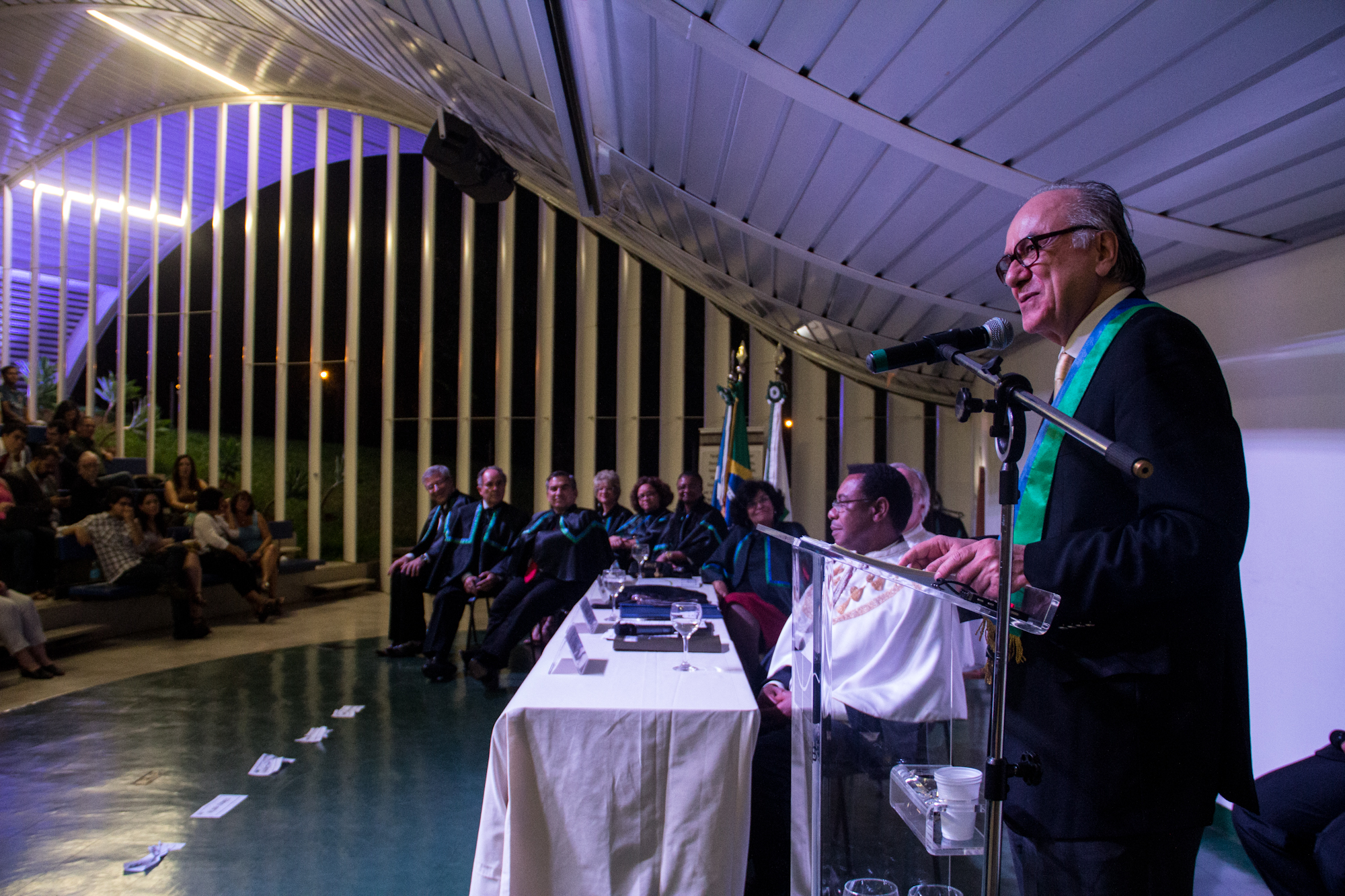
Boaventura de Sousa Santos bei der Verleihung der Ehrendoktorwürde an der Universität Brasília (2012)

1973 war er einer der Mitbegründer der Fakultät für Wirtschaftswissenschaften der Universität von Coimbra, an der er das Fach Soziologie aufbaute. Mitte der achtziger Jahre begann er die Rolle eines Forschers zu übernehmen, für den das Verständnis der Welt viel weiter gefasst ist als das der westlichen Weltsicht. Er hat in Brasilien, Kap Verde, Macao, Mosambik, Südafrika, Kolumbien, Bolivien, Ecuador und Indien geforscht. Er war einer der Hauptinitiatoren des Weltsozialforums. Der Geist, der dieses Forum bestimmt, ist von grundlegender Bedeutung für die Erforschung der anti-hegemonialen Globalisierung, aber auch für die Förderung des Kampfes für eine globale Gerechtigkeit des Wissens, die seinem Konzept der „Epistemologien des Südens“ zugrunde liegt.
De Sousa Santos ist Direktor des Centro de Estudos Sociais (CES) der Universität Coimbra und leitet derzeit das Projekt ALICE, Fremde Spiegel, Unerwartete Lektionen, ein Projekt, das die Wiederbelebung sozialer Emanzipation fortsetzen und wissenschaftlich-soziales Wissen im Licht der „Epistemologien des Südens“ überdenken und erneuern soll, um neue theoretische und politische Paradigmen sozialer Transformation zu entwickeln.
Er hat Arbeiten zu Globalisierung, Rechtssoziologie, Epistemologie, Demokratie und den Menschenrechten veröffentlicht. Seine Werke wurden ins Spanische, Englische, Italienische, Französische und Deutsche übersetzt.
Zu seinen Grundkonzepten gehören die Soziologie der Abwesenheiten und der Emergenzen sowie die Ökologie des Wissens.
Er ist auch Dichter und Autor des Buches Escrita INKZ: antimanifesto para uma arte incapaz (Antimanifest für eine unfähige Kunst).
Er beteiligt sich an der wissenschaftlichen Koordination der folgenden Promotionsprogramme des Zentrums für Sozialstudien der Universität Coimbra:
- Recht, Gerechtigkeit und Status eines Bürgers im 21. Jahrhundert
- Demokratie im 21. Jahrhundert
- Postkolonialismus und Weltbürgertum

Er ist Herausgeber folgender Zeitschriften:
- Saber imaginar o social[5] (Wie man sich das Soziale vorstellen kann)
- A sociedade Portuguesa perante os desafios da globalização (Die Portugiesische Gesellschaft angesichts der Herausforderungen der Globalisierung)[6]
- Reinventar a emancipação social: para novos manifestos[7] (Soziale Emanzipation neu erfinden: für neue politische Aktionen)

## Veröffentlichungen
- 1987: Um Discurso Sobre as Ciências
- 1988: O Social e o Político na Transição Pós-moderna
- 1989: Introdução a uma ciência pós-moderna
- 1990: O Estado e a Sociedade em Portugal (1974–1988), Porto: Afrontamento.
- 1993 (Hrsg.): Portugal: um retrato singular, Porto: Afrontamento.
- 1994: Pela mão de Alice – o social e o político na pós-modernidade, Porto: Afrontamento.
- 2000  Para uma concepção pós-moderna do direito. Acrítica da razão indolente: contra o desperdício da experiência, Porto: Afrontamento.
- 2001 (Hrsg.): Globalização: Fatalidade ou Utopia?, Porto: Afrontamento.
- 2004: Escrita INKZ, Rio de Janeiro: Aeroplano.
- 2005: A Universidade do Século XXI: para uma reforma democrática e emancipatória da Universidade. 2.ed. São Paulo: Cortez Editora, 2005. (Coleção questões de nossa época; v.120).
- 2005: O Fórum Social Mundial: manual de uso. São Paulo: Cortez Editora.
- 2006: Viagem ao centro da pele. Rio de Janeiro: Revista Confraria do Vento[8]
- 2006: A gramática do tempo: para uma nova cultura política, S. Paulo, Porto: Cortez Ed., Afrontamento.
- 2006: The Heterogeneous State and Legal Pluralism in Mozambique, Law & Society Review, 40, 1: 39–75.
- 2007: La Reinvención del Estado y el Estado Plurinacional. Cochabamba: Alianza Internacional CENDA-CEJIS-CEDIB, Bolívia
- 2007: El derecho y la globalización desde abajo. Mit Rodriguez Garavito, César A. (Hrsg.), México: Anthropos.
- Cognitive Justice in a Global World: Prudent Knowledge for a Decent Life (Hrsg.). Lanham: Lexington,
- 2007: Para uma revolução democrática da justiça. São Paulo: Cortez Editora
- 2008 Conocer desde el Sur: Para una cultura política emancipatoria. La Paz: Plural Editores.
- 2008: Diritto ed emancipazione sociale. Troina: Città Aperta Edizioni
- 2008:	As Vozes do Mundo (Hrsg.). Porto: Edições Afrontamento.
- A universidade no século XXI. Para uma universidade nova (mit Naomar de Almeida Filho). Coimbra: Edições Almedina, 2008.
- 2009: Epistemologias do sul. Mit Maria Paula (Hrsg.) Coimbra: Edições Almedina.
- 2009: Sociología Jurídica crítica: Para un nuevo sentido común del derecho. Madrid: Trotta.